# Констант Ванден Сток
 Тази статия е за белгийския футболист.  За стадиона вижте Констант Ванден Сток (стадион).  
Констант Ванден Сток (на френски: Constant Vanden Stock) е белгийски футболист, треньор и бизнесмен.

## Биография
Той е роден на 13 юни 1914 година в Андерлехт в семейството на пивовар. От десетгодишен тренира футбол в РСК Андерлехт, от 1933 година играе в основния отбор на клуба, а от 1938 до 1943 година — в Роаял Юнион Сен Жилоаз. През 1958-1968 година е треньор на националния отбор, а през 1971 година става председател на РСК Андерлехт. Остава на този пост до 1996 година, когато е наследен от сина си Роже Ванден Сток и става почетен председател. Междувременно управлява семейната пивоварна Бел Вю, която през 1991 година продава на групата Интербрю (днес част от Анхойзер-Буш ИнБев).
Констант Ванден Сток умира на 19 април 2008 година в Юкел.